# 关庄镇 (青川县)
关庄镇，是中华人民共和国四川省广元市青川县下辖的一个乡镇级行政单位。2019年12月，撤销红光乡、苏河乡，将原红光乡和原苏河乡樱桃村、新民村、毛坪村、樟河村、三凤村及力子村三合组、松树坪组、郑家湾组、梨子坪组、田坝组、小垭子组、纸厂组所属行政区域划归关庄镇管辖，关庄镇人民政府驻关义街34号。

## 行政区划
关庄镇下辖以下地区：
场镇社区、群力村、旭光村、固井村、新华村和沙坝村。